# Њу Хоуп (Тенеси)
Њу Хоуп (енгл. New Hope) град је у америчкој савезној држави Тенеси.

## Демографија
По попису из 2010. године број становника је 1.082, што је 39 (3,7%) становника више него 2000. године.
| Група             | 2000.         | 2010.         |
| Белци             | 1.030 (98,8%) | 1.047 (96,8%) |
| Афроамериканци    | 6 (0,6%)      | 9 (0,8%)      |
| Азијати           | 1 (0,1%)      | 5 (0,5%)      |
| Хиспаноамериканци | 0 (0,0%)      | 4 (0,4%)      |
| Укупно            | 1.043         | 1.082         |